# Amantia
Amantia (grško:  Ἀμάντια [Amántia]) ali Abantia  (grško:  Ἀβάντια [Abántia]), antični grški polis v Epirju. Naselje je stalo na strateško pomembnem obrambnem položaju nad dolino reke Aoos in cesto proti zalivu  Vlorë na jadranski obali. V mestu je bil grški tempelj, tempelj boginje Afrodite, gledališče in stadion.

## Zgodovina
Po pisanju geografa Pavzaniaj so naselje ustanovili Lokri iz bližnjega Tronija in Abanti iz Evbeje. Štefan Bizantinec ustanovitev pripisuje evbejskim Abantom, "ki so se vračali iz trojanske vojne".  Ezihij Miletski trdi, da je bila Amantia epirsko naselje. Ustanovil naj bi ga udeleženec trojanske vojne Elpenor, ki je v resnici umrl v Troji.
Amantia je bila prvič omenjena v 4. stoletju pr. n. št.. v 3. stoletju pr. n. št. se je gospodarsko okrepila in kovala svoj denar. Mesto je bilo obdano s približno 2.100 m dolgim obzidjem. Na severu je bila velika trdnjava z dvemi vrati in dvema obrambnima stolpoma. Politični vodje so se imenovali pritanis (grško: πρύτανις), kar pomeni predsedujoči, in grammateus (grško: γραμματεύς), kar pomeni sekretar. 